# Uganda (Reino de la Mancomunidad)
Uganda fue un Reino de la Mancomunidad Británica de Naciones por un año tras su independencia en 1962. Tras el fin de la dominación británica en 1962, la Ley de Independencia de Uganda el 9 de octubre convirtió al Protectorado británico de Uganda en un estado independiente dentro de la Mancomunidad, manteniendo a Isabel II del Reino Unido como jefe de Estado con el título de Reina de Uganda. Walter Coutts fue su único Gobernador General.

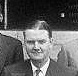
Walter Coutts, Gobernador General.

Milton Obote ocupó el cargo como primer ministro (y jefe de gobierno) de Uganda durante este período. Uganda adoptó una nueva constitución en 1963, el 9 de octubre que abolió la monarquía. Uganda se convirtió, a efectos legales, en una república dentro de la Mancomunidad. Sin embargo, el nuevo estado de Uganda deliberadamente no se definió en su constitución como una república, y los reinos nativos constituyentes (como Buganda) continuaron existiendo. El Rey de Buganda, Edward Mutesa II, proclamó el "Estado de Uganda", definido como una "Federación de pequeños reinos tribales". Uganda no se convertiría en una república de jure hasta la deposición de Mutesa por parte de Obote en 1966, cuando se proclamó la República de Uganda.